# Chicago-Marathon 2011
| 34. Chicago-Marathon    | 34. Chicago-Marathon              |
| ----------------------- | --------------------------------- |
| Stadt                   | Chicago, Vereinigte Staaten       |
| Datum                   | 9. Oktober 2011                   |
| Distanz                 | 42,195 Kilometer                  |
| Sieger                  |                                   |
| Männer                  | Moses Cheruiyot Mosop (2:05:37 h) |
| Frauen                  | Ejegayehu Dibaba (2:22:09 h)      |
| ← Chicago-Marathon 2010 | Chicago-Marathon 2012 →           |
| Website                 | Offizielle Website                |

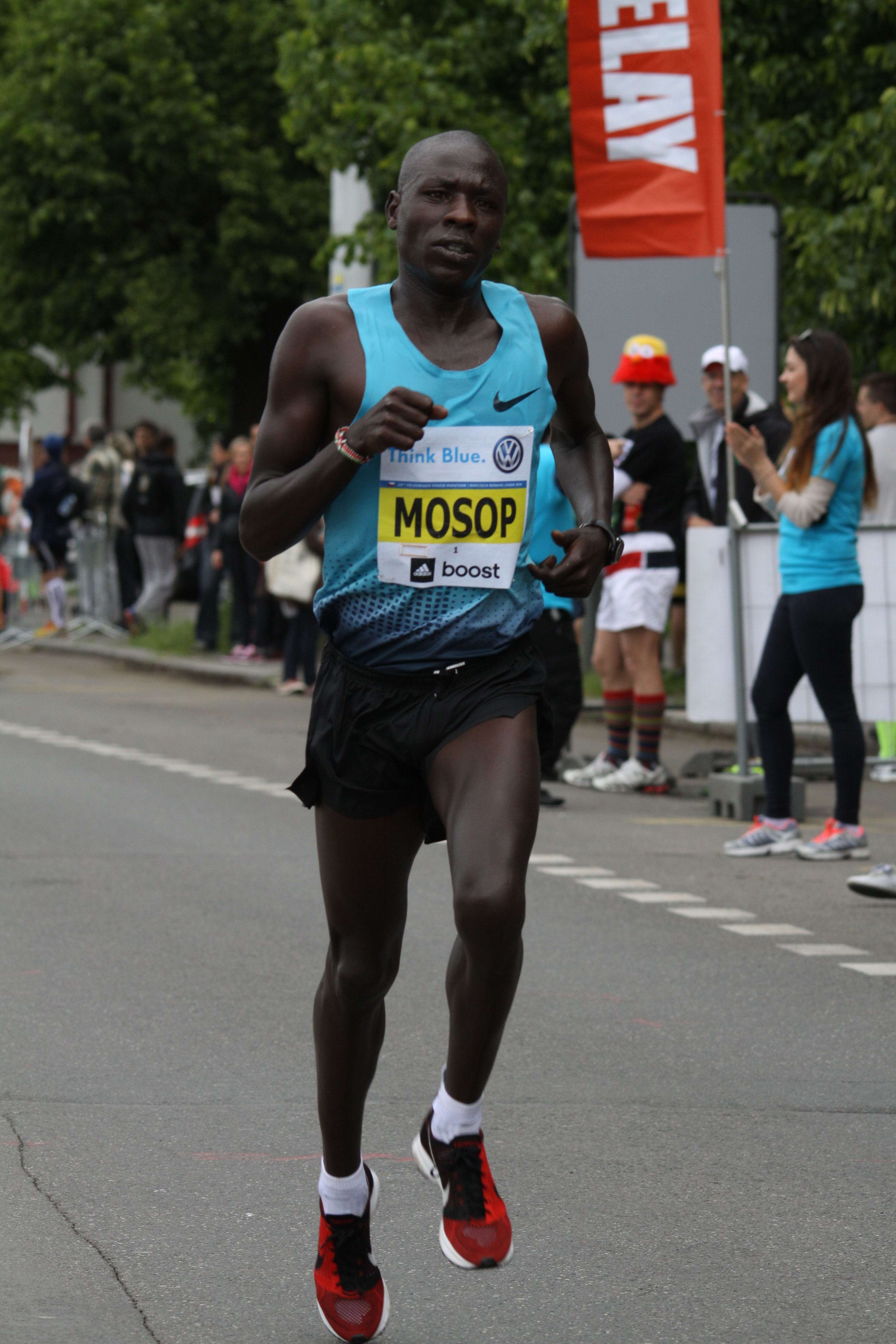
Sieger Moses Cheruiyot Mosop

Der Chicago-Marathon 2011 war die 34. Ausgabe der jährlich stattfindenden Laufveranstaltung in Chicago, Vereinigte Staaten. Der Marathon fand am 9. Oktober 2011 statt und war der erste World Marathon Majors des Jahres.
Bei den Männern gewann Moses Cheruiyot Mosop in 2:05:37 h und bei den Frauen Ejegayehu Dibaba in 2:22:09 h.

## Ergebnisse

### Männer
| Platz | Athlet                 | Land               | Zeit (h) |
| ----- | ---------------------- | ------------------ | -------- |
| 01    | Moses Cheruiyot Mosop  | Kenia              | 2:05:37  |
| 02    | Wesley Korir           | Kenia              | 2:06:15  |
| 03    | Bernard Kiprop Kipyego | Kenia              | 2:06:29  |
| 04    | Bekana Daba            | Äthiopien          | 2:07:59  |
| 05    | Ryan Hall              | Vereinigte Staaten | 2:08:04  |
| 06    | Evans Kiprop Cheruiyot | Kenia              | 2:10:29  |
| 07    | Koji Gokaya            | Japan              | 2:12:15  |
| 08    | Hironori Arai          | Japan              | 2:13:17  |
| 09    | Takashi Horiguchi      | Japan              | 2:14:48  |
| 10    | Masaki Shimoju         | Japan              | 2:17:49  |

### Frauen
| Platz | Athletin                     | Land                   | Zeit (h)   |
| ----- | ---------------------------- | ---------------------- | ---------- |
| 01    | Ejegayehu Dibaba             | Äthiopien              | 2:22:09    |
| 02    | Kayoko Fukushi               | Japan                  | 2:24:38    |
| 03    | Belaynesh Zemedkun           | Äthiopien              | 2:26:17    |
| 04    | Christelle Daunay            | Frankreich             | 2:26:41    |
| 05    | Claire Hallissey             | Vereinigtes Königreich | 2:29:27    |
| 06    | Yue Chao                     | Volksrepublik China    | 2:32:57    |
| 07    | Askale Tafa                  | Äthiopien              | 2:33:35    |
| 08    | Cruz Nonata da Silva         | Brasilien              | 2:35:35    |
| 09    | Jeannette Faber              | Vereinigte Staaten     | 2:36:58    |
| 10    | María de los Ángeles Peralta | Vereinigte Staaten     | 2:38:51    |
| DSQ   | Lilija Schobuchowa           | Russland               | 2:18:20 NR |